# Язвинки (Брестская область)
Язвинки (бел. Язвінкі) — деревня на юго-западе Беларуси. Населённый пункт находится в Лунинецком районе Брестской области, входит в состав Дворецкого сельсовета. Население — 908 человек (2019).

## География
Язвинки находятся в 6 км к востоку от центра города Лунинец. Местность принадлежит к бассейну Днепра, в 3 км к северо-востоку протекает река Цна. С запада к Язвинкам примыкает деревня Яжевки, к востоку находится деревня Витчин. Местные дороги соединяет деревню с Лунинцом и шоссе М10. Чуть южнее деревни проходит ж/д магистраль Лунинец — Гомель. В километре от Язвинок находится ж/д платформа Ракитно.

## Культура
- Дом ккультуры
- Музей ГУО "Язвинская средняя школа"

## Достопримечательности
- Спасо-Преображенская церковь. Деревянный храм построен в 1910 году, памятник народного зодчества[2]. Церковь включена в Государственный список историко-культурных ценностей Республики Беларусь[3] —  Историко-культурная ценность Республики Беларусь, шифр 113Г000471
- Памятник землякам. В честь погибших во время Великой Отечественной войны 75 сельчан в 1968 году установлен обелиск[2]. В 2024 году установлена табличка с QR-кодом на месте памятника погибшим от рук фашистов жителям д. Сосновка.

## Галерея
- Панорама
- Панорама
- Панорама
- Школа
- Спасо-Преображенская церковь
- Спасо-Преображенская церковь